# Octavian Manu
Octavian Manu (n. 1875, Sânmărtinu de Câmpie, județul Mureș – d. 1966),  a fost un deputat în Marea Adunare Națională de la Alba Iulia, organismul legislativ reprezentativ al „tuturor românilor din Transilvania, Banat și Țara Ungurească”, cel care a adoptat hotărârea privind Unirea Transilvaniei cu România, la 1 decembrie 1918.:p. 77

## Biografie
Octavian Manu a fost învățător, fiind pensionar în momentul participării la Marea Adunare Națională de la Alba Iulia.:p. 190

## Activitatea politică
Ca deputat în Adunarea Națională din 1 decembrie 1918 a reprezentat ca delegat Despărțământul Reghin, județul Mureș.:p. 190